# Plaża Utah
Plaża „Utah” – kryptonim jednego z miejsc lądowania aliantów w Europie 6 czerwca 1944. Plaża znajduje się w Normandii w północnej Francji i rozciąga się na długości ok. 5 kilometrów pomiędzy osadą Poupeville w gminie Sainte-Marie-du-Mont a La Madeleine. W ataku wzięła udział amerykańska 4 Dywizja Piechoty dowodzona przez gen. Waltera Prossera.

## Plan ataku
Lądowanie było zaplanowane w czterech falach. Pierwsza fala składała się z 20 LCVP, każdy przewożący 30-osobową drużynę szturmową z 8 Pułku Piechoty. 10 łodzi desantowych z prawej miało wylądować na Tare Green Beach, naprzeciw les Dunes de Varreville. 10 łodzi z lewej miało lądować na plaży Uncle Red, 900 m na południe. Lądowanie pierwszej fali szturmowej zaplanowane było na 06:30. Lądowanie ośmiu LCT (Landing craft tank) każdy przewożący cztery DD Tank (czołgi pływające), było zaplanowane w tym samym czasie lub wkrótce potem jak będzie możliwe.
Druga fala desantu transportowana miała być za pomocą kolejnych 32 LCVP. Składać się miała z dwóch dodatkowych batalionów szturmowych, kilku saperów, i ośmiu drużyn NCDU (Naval Combat Demolition Units), które miały zadanie oczyścić plaże z podwodnych przeszkód.
Trzecia fala, czas H plus 15 minut miała być złożona z ośmiu LCT przewożących po cztery DD Tank.
W dwie minuty po trzeciej fali miała lądować czwarta, głównie oddziały z 237th and 299th Combat Engineer Battalions, do oczyszczenia plaży pomiędzy liniami przypływu i odpływu.

## D-Day
Pierwsza fala przybyła na pozycje wyjściowe o czasie, wszystkie 20 jednostek ruszyło zgodnie z planem. Okręty wsparcia otworzyły ogień. Gdy LCVP były 270–360 metrów (300–400 yardów) od brzegu, odpalono sygnał dymny by przerwano ostrzał z okrętów. Niemal dokładnie o godzinie H barki desantowe opuściły rampy i 600 żołnierzy przebrnęło 100 m odcinek w wodzie po pas do plaży. Rzeczywisty czas lądowania był więc nieco opóźniony, ale opóźnienie to nie miało negatywnego wpływu na fazę lądowania. Wroga artyleria oddała kilka strzałów w powietrze nad morzem.
Pierwsze oddziały na brzegu pochodziły z 2. Batalionu, 8 Pułku Piechoty. Kapitan Leonard T. Schroeder, lądujący z Kompanią F, był pierwszym na plaży. 2. Batalion trafił na plaże Uncle Red naprzeciw Wyjścia 3. 1. Batalion lądował kilka minut później. Wylądował sporo na południe od wyznaczonego miejsca. 1. Batalion miał lądować naprzeciwko les Dunes de Varreville. Natomiast wylądował „w rozkroku”, naprzeciwko Wyjścia 2 około 1800 m na południe.
Ten błąd był potencjalnie bardzo poważny, mógł spowodować wielkie zamieszanie.
Około 20 minut po wylądowaniu pierwszej fali, brytyjscy komandosi piechoty morskiej z 30 Commando Assault Unit, dowodzone przez kapitana G. Pike'a, wylądowało na plaży z misją przechwycenia niemieckiej stacji radarowej w Douvres-la-Delivrande.
Generał brygady Theodore Roosevelt Jr., osobiście przeprowadził rekonesans. Następnie powrócił do punktu lądowania i skontaktował się z dowódcami batalionów (podpułkownik Conrad C. Simmons i Carlton O. MacNeely), aby skoordynować atak. Słynny cytat Roosevelta, że „Zaczniemy wojnę stąd!” Za swoje działania na plaży Utah, Roosevelt został później odznaczony Medalem Honoru.
Siły niemieckie odpowiedzialne za obronę plaży to elementy 709 Dywizji Piechoty, dowodzonej przez gen. Karla-Wilhelma von Schliebena i 352 Dywizji Piechoty, pod dowództwem gen. Dietricha Kraissa.

## Galeria

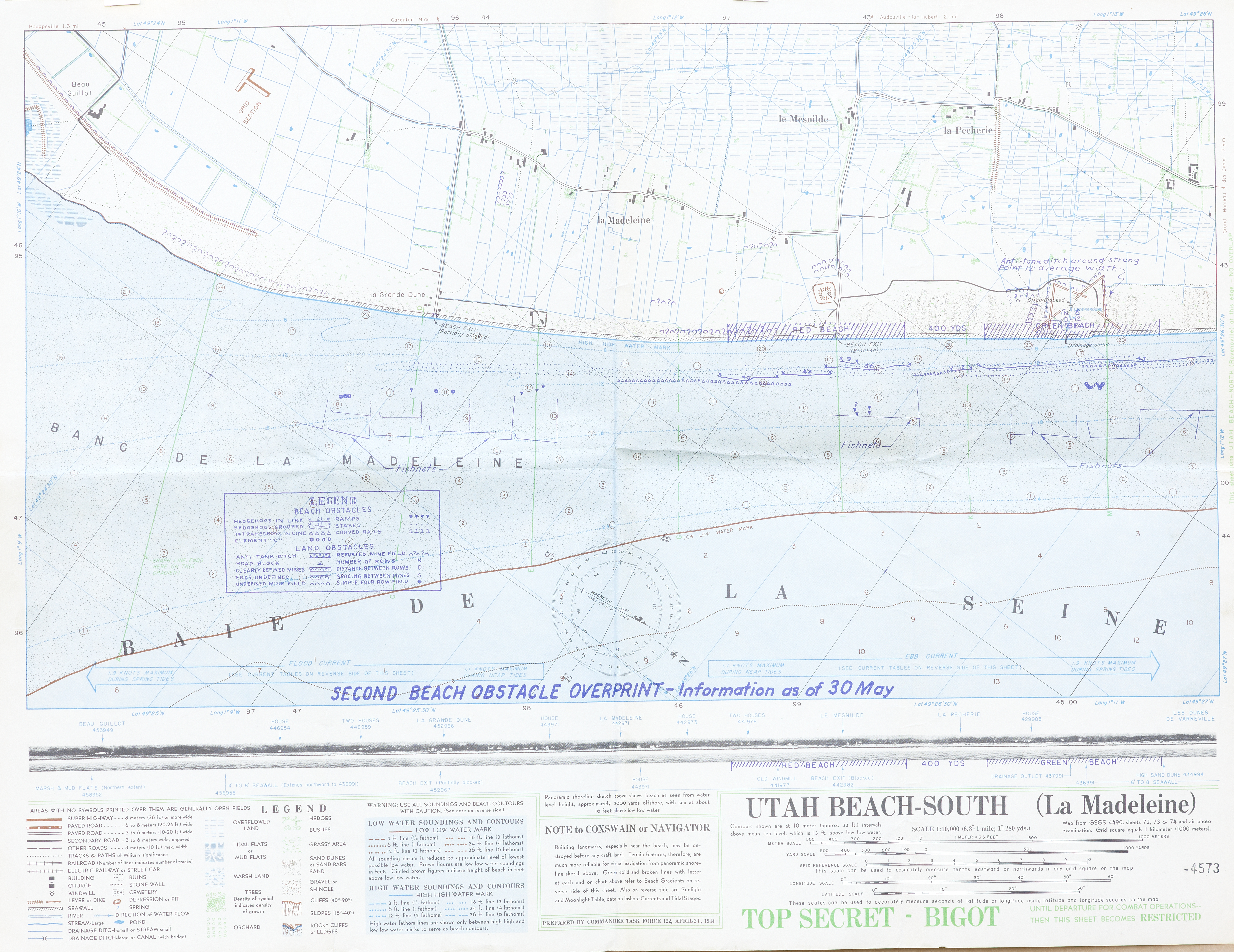
Mapa plaży Utah z nadrukowanymi przeszkodami z 30 maja 1944 r.
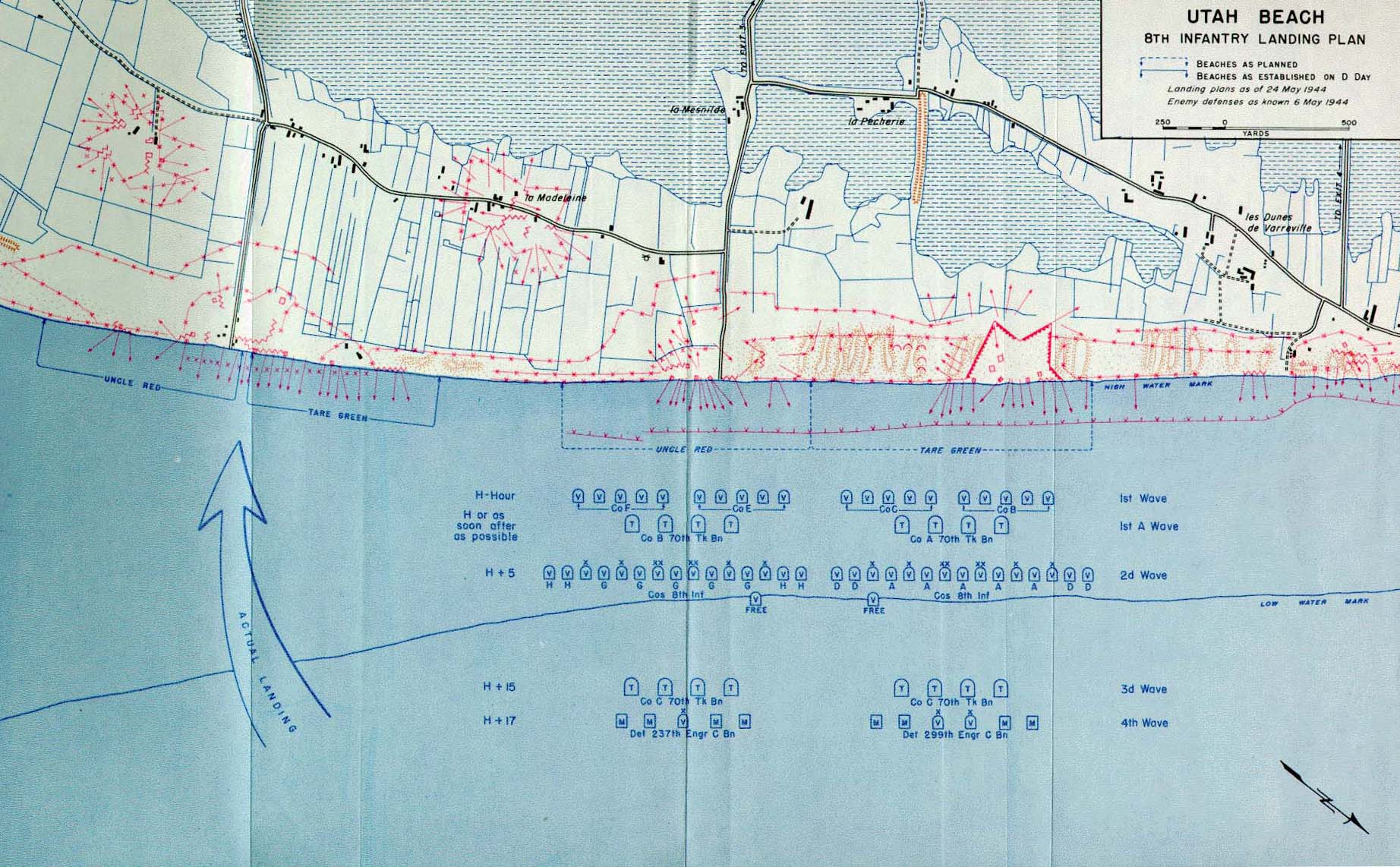
Plan lądowania na plaży Utah
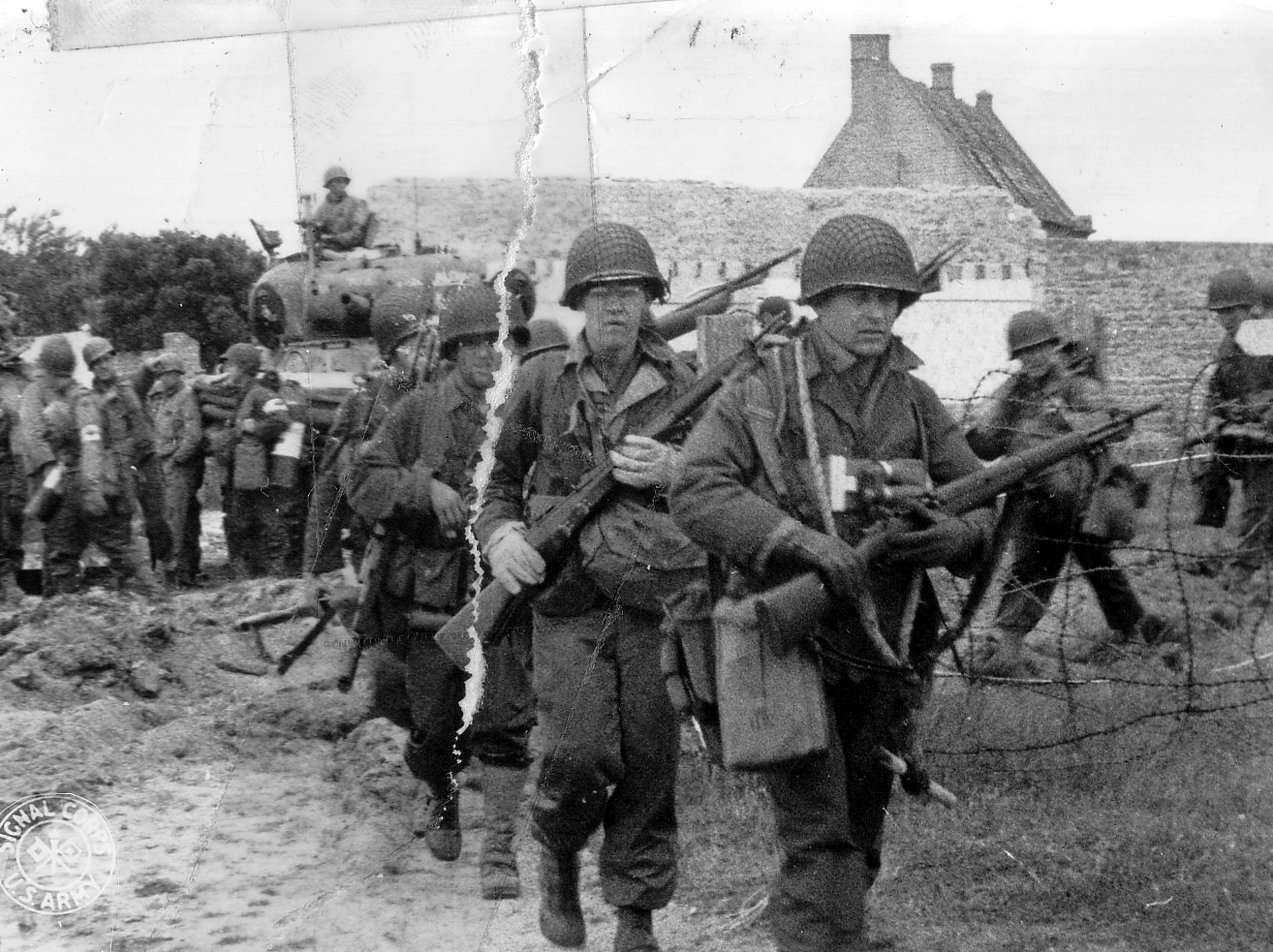
Oddziały amerykańskie po zabezpieczeniu plaży posuwały się w głąb lądu ze względną łatwością
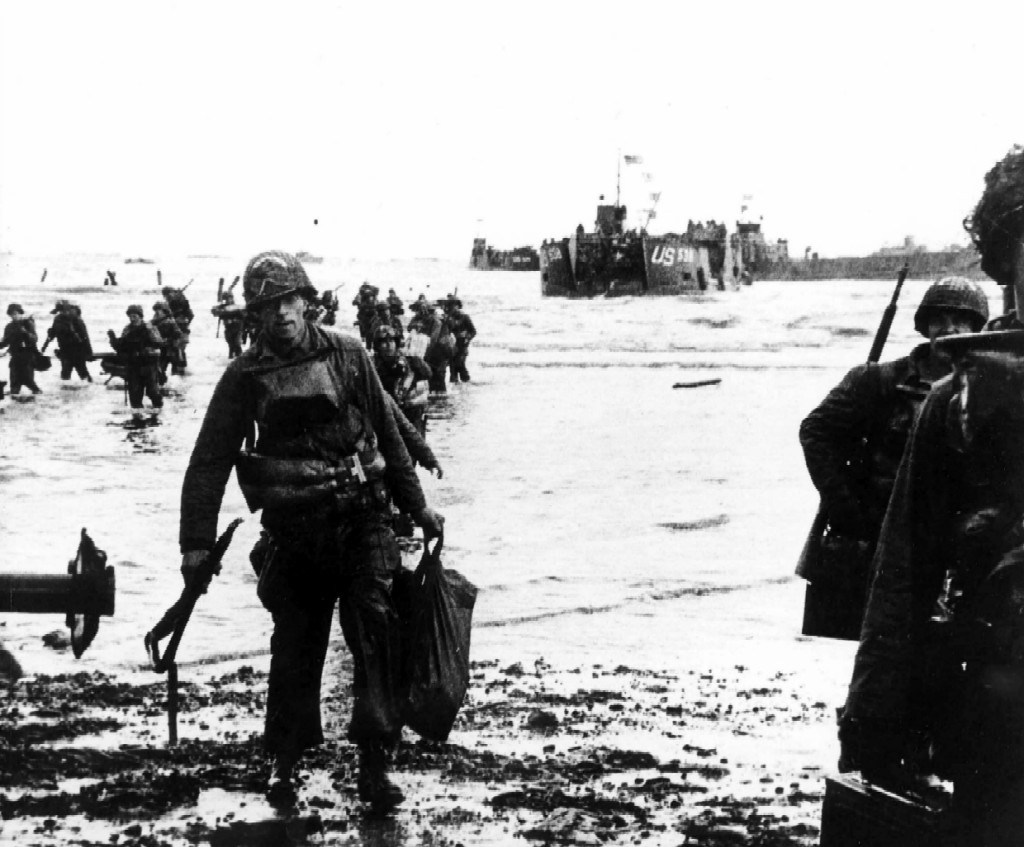
Amerykańscy żołnierze podczas lądowania na plaży Utah